# پل آرن
پل آرن (به فرانسوی: Paul Arène) نویسنده و شاعر قرن نوزدهم میلادی اهل فرانسه بود.